# Nuria Párrizas Díaz
Nuria Párrizas Díaz (født 15. juli 1991 i Granada, Spanien) er en professionel tennisspiller fra Spanien.